# 285

## Narození
- Svatý Menas

## Hlava státu
- Papež – Caius (283–296)
- Římská říše – Carinus (283–285) + Diocletianus (284–305)
- Perská říše – Bahrám II. (276–293)
- Kušánská říše – Vásudéva II. (270–300)